# Retrat d'un boter a la Barceloneta
Retrat d'un boter de la Barceloneta és una pintura sobre tela feta per Dionís Baixeras i Verdaguer el 1890 i que es troba conservada actualment a la Biblioteca Museu Víctor Balaguer, amb el número de registre 229 d'ençà que va ingressar el 26 de juliol de 1892 donada pel mateix artista.

## Descripció
Retrat de tres quarts i en escorç cap a l'esquerra d'un home vell amb les mans a les butxaques de la seva americana blava, del mateix color són els seus pantalons, amb gorro, bufanda i amb una pipa a la boca. Al fons hi ha el port de la Barceloneta, amb diversos vaixells i el cel ennuvolat.
Les escenes de pescadors i mariners, com aquesta es van convertir en l'especialitat de Baixeras. En un fons mariner, ja sigui el port o la platja, situa als personatges abillats amb els vestits propis del seu ofici: les gorres, la pipa, les barbes, la pell adobada pel sol, els barrets, etc. Són quadres que encaixen perfectament amb els postulats del Cercle Artístic de Sant Lluc, grups de treballadors apacibles en escenes de calma i conformes amb el seu destí.

## Inscripció
Al quadre es pot llegir la inscripció "D. Baixeras V."; "1890".

## Mirada tàctil

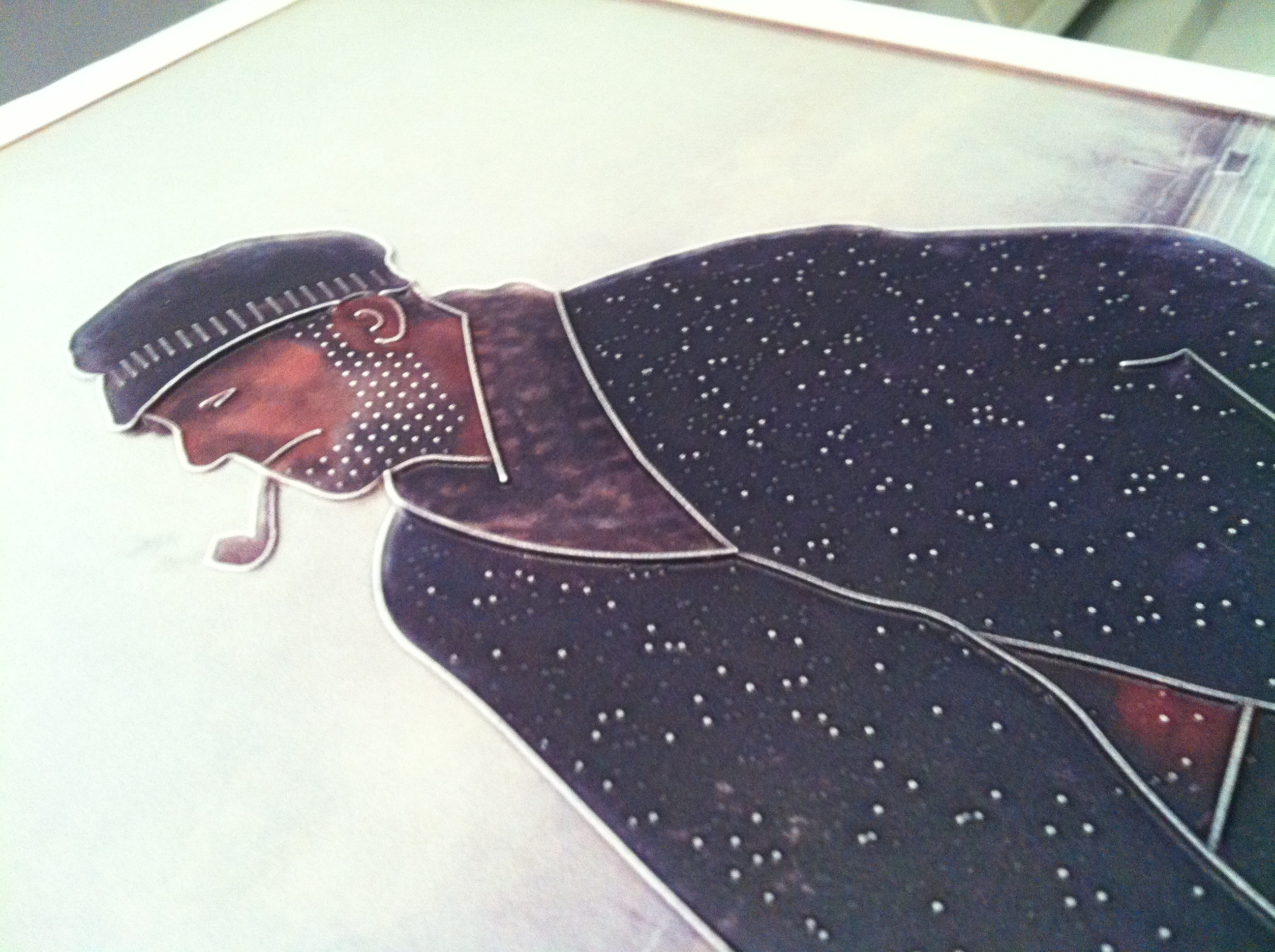
Versió de l'obra en braille

Al mateix museu existeix una versió de l'obra adaptada per a persones amb dificultats visuals.